# L'Hymne à l'amour (album)
Pour les articles homonymes, voir L'Hymne à l'amour et Hymne à l'amour.
Albums de Nicole Martin
Nicole Martin Je lui dirai
L'Hymne à l'amour est le 6e album studio de Nicole Martin. L'album est sorti en 1976 chez Disques Martin.

## Liste des titres
| No  | Titre                         | Paroles             | Musique                       | Durée |
| --- | ----------------------------- | ------------------- | ----------------------------- | ----- |
| 1.  | Hymne à l'amour               | Édith Piaf          | Marguerite Monnot             | 3 :16 |
| 2.  | Les aboiteaux                 | Calixte Duguay      | Calixte Duguay                | 3 :02 |
| 3.  | Tu n’peux pas t’figurer       | Paul Misraki        | Paul Misraki                  | 3 :05 |
| 4.  | Il suffit                     | Yves Martin         | Chuck Jackson et Marvin Yancy | 2 :52 |
| 5.  | Tous les enfants              | Pierre Létourneau   | Lee Holdridge et Rod McKuen   | 3 :05 |
| 6.  | C’est bon de faire l’amour    | Yves Martin         | Angelo Finaldi                | 2 :42 |
| 7.  | Vers minuit                   | Jocelyne Berthiaume | Angelo Finaldi                | 3 :00 |
| 8.  | Au nom de l’amour             | Yves Martin         | Angelo Finaldi                | 5 :06 |
| 9.  | Quand j’entends cette musique | Yves Martin         | Hovaness 'Johnny' Hagopian    | 2 :42 |
| 10. | Avez-vous vu mon chum ?       | Luc Plamondon       | Hovaness 'Johnny' Hagopian    | 2 :22 |

## Singles extraits de l'album
- Hymne à l'amour
- Tu n'peux pas t'figurer
- Il suffit
- Les aboiteaux
- Au nom de l'amour
- Tous les enfants

## Autres informations - Crédits
- Producteur : Yves Martin
- Réalisation : Angelo Finaldi, Yves Martin
- Arrangements orchestraux : Angelo Finaldi, Jerry De Villiers, Hovaness 'Johnny' Hagopian
- Photographie : Daniel Poulin
- Promotion : Diane Duquette